# Saint-Romain-de-Colbosc
Saint-Romain-de-Colbosc é uma comuna francesa na região administrativa da Normandia, no departamento de Sena Marítimo. Estende-se por uma área de 11,73 km². Em 2010 a comuna tinha 4 211 habitantes (densidade: 359 hab./km²).